# Mehrsprachigkeit

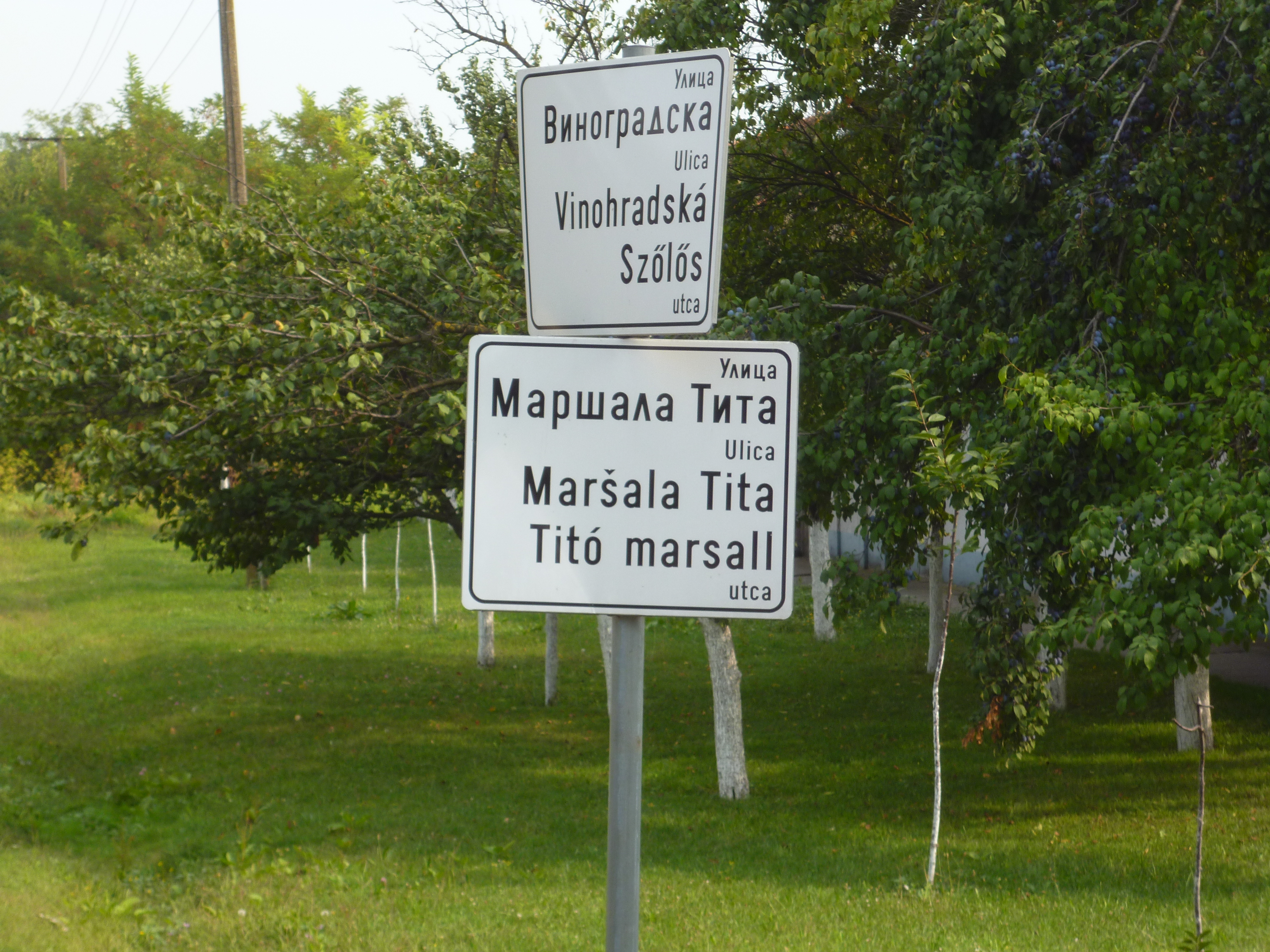
Tafel mit Straßennamen auf Serbisch, Slowakisch und Ungarisch, im Dorf Belo Blato in der zu Serbien gehörenden Vojvodina

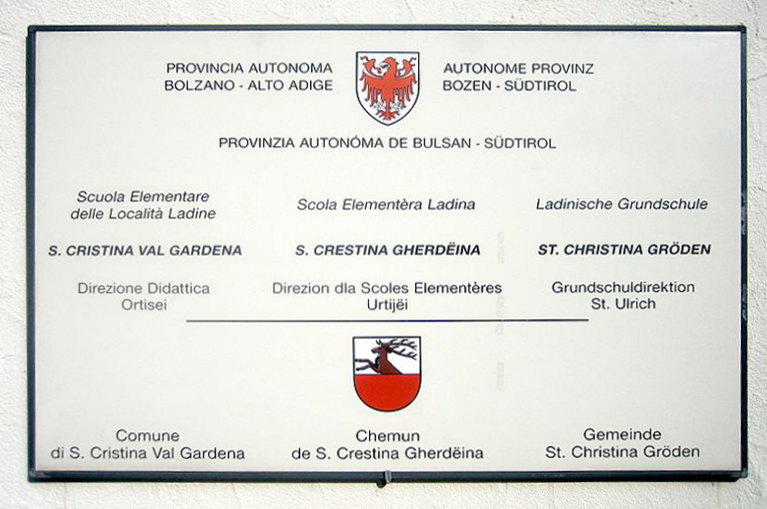
Südtirol: dreisprachige Schulbeschilderung in Gröden auf Italienisch, Ladinisch und Deutsch

Mehrsprachigkeit (auch: Polyglossie altgriechisch πολύς polys „viel“ und γλῶσσα glōssa „Sprache“,Multilingualismus oder Plurilingualismus) ist die Fähigkeit eines Menschen, mehr als eine Sprache zu sprechen oder zu verstehen. Auf eine Familie, soziale Gruppe, Kultur, Gesellschaft, ein Gebiet oder einen Staat bezogen, versteht man unter Mehrsprachigkeit die Geltung und die verbreitete oder übliche Verwendung mehrerer Sprachen nebeneinander durch die beteiligten Personen oder Institutionen.
Viele Menschen lernen mehrere Sprachen entweder im familiären Umfeld oder später in Kindergarten und Schule. Während in der Vergangenheit Mehrsprachigkeit für Individuen und Gesellschaft überwiegend negativ gesehen wurde, wird dies heute in Forschung und Politik differenzierter gesehen und vor allem die positiven kognitiven Auswirkungen für den Menschen und die Vorteile für die Gesellschaft hervorgehoben.

## Begriffsbestimmungen
Mehrsprachigkeit kann bedeuten:
- individuelle Mehrsprachigkeit: die Fähigkeit eines Menschen, in mehreren Sprachen zu kommunizieren
- gesellschaftliche Mehrsprachigkeit: die verbreitete Verwendung mehrerer Sprachen in einem Staat oder einer Region und als Unterfälle
  - institutionelle Mehrsprachigkeit: die Verwendung mehrerer Sprachen in öffentlichen Einrichtungen, mehrere Amtssprachen
  - funktionale Mehrsprachigkeit: in Gesellschaften, in denen Sprachen in verschiedenen Bedeutungszusammenhängen und Lebenswirklichkeiten verwendet werden, und als Unterfall
    - Diglossie: Zweisprachigkeit einer Gesellschaft, bei der es eine klare funktionale Mehrsprachigkeit zwischen zwei sozial unterschiedlich gewerteten Sprachvarietäten gibt.

  - kulturelle Mehrsprachigkeit: in Gesellschaften mit Einwohnern, die verschiedene Sprachen nebeneinander verwenden (z. B. Einwanderer oder Minderheiten)

Oft ist eine gesellschaftliche und institutionelle Mehrsprachigkeit verknüpft mit einer Mehrsprachigkeit der einzelnen Menschen.
In vielen Veröffentlichungen werden Bilingualismus (Zweisprachigkeit) und Multilingualismus (Mehrsprachigkeit bzw. Polylingualismus) meist austauschbar verwendet. Der Unterschied zwischen Bilingualismus und Mehrsprachigkeit bezieht sich nur auf die Zahl der Sprachen. In manchen Ländern, darunter Belgien, Deutschland und die Schweiz, wird der Ausdruck Mehrsprachigkeit gegenüber Bilingualismus bevorzugt.

## Arten von Mehrsprachigkeit
In der sprachwissenschaftlichen Literatur wird zwischen individueller und gesellschaftlicher Mehrsprachigkeit unterschieden, wobei zwischen Mehrsprachigkeit auf persönlicher Ebene und auf gesellschaftliches Ebene nicht immer scharf getrennt werden kann.

### Individuelle Mehrsprachigkeit
Unter individueller Mehrsprachigkeit versteht man die Fähigkeit eines Menschen, sich in mehreren Sprachen verständigen zu können. Die Person kann von einer Sprache in die andere umschalten, falls dies erforderlich ist, um beispielsweise eine Unterhaltung aufrechtzuerhalten (Code-Switching).

#### Ursachen
Es wird unterschieden zwischen:
- Frühe Mehrsprachigkeit: Wenn jemand mehrere Sprachen von Geburt an oder in der frühen Kindheit erlernt (z. B. durch zweisprachige Eltern oder eine mehrsprachige Umgebung).
- Erworbene Mehrsprachigkeit: Wenn jemand später im Leben weitere Sprachen lernt, z. B. in der Schule, im Beruf oder durch Auslandsaufenthalte.

Die individuelle Mehrsprachigkeit kennt viele Ursachen; zum Beispiel das Leben in Sprachgrenzgebieten, in sprachlich gemischten Regionen, Zusammenleben und Heirat mit Anderssprachigen, der Zugang zu höherer Bildung, der Glaube und die Zugehörigkeit zu einer Religion, Arbeit in internationalen Unternehmen usw.

#### Notwendiges Sprachniveau
In der Literatur gibt es eine Debatte, inwiefern jemand beide Sprachen gleichermaßen vollkommen beherrschen muss. Einige Linguisten stellen geringe Anforderungen: Danach ist jeder mehrsprachig, der sich im Alltag in verschiedenen Sprachen verständigen kann, ohne dass er jede Sprache notwendigerweise vollkommen beherrscht. Die Vertreter hoher Anforderungen betrachten nur diejenigen als mehrsprachig, die beide Sprachen so vollkommen wie eine Muttersprache beherrschen (perfekter oder wahrer Bilingualismus, Ambilingualismus). Man kann auch zwischen symmetrischer und asymmetrischer Mehrsprachigkeit unterscheiden. Bei erster beherrscht man die Sprachen gleich gut, während bei der asymmetrischen Mehrsprachigkeit eine Sprache weniger gut beherrscht wird.
Ob jemand, der bilingual ist, seine beiden Sprachen fließend beherrscht, ist abhängig von vielen äußeren und inneren Umständen, wie zum Beispiel dem Alter, die allgemeine Intelligenz, die Sprachbegabung als auch Persönlichkeitsfaktoren, Motivation und soziale Umstände. Besonders beim Alter gibt es eine umfangreiche Diskussion in der Sprachwissenschaft, ob ein Kind ab einem bestimmten Alter eine weitere Sprache noch auf Muttersprachniveau erreichen kann oder nicht. Vertreter der These, dass dies ab einem gewissen Alter nicht mehr möglich sei, sprechen von einer „kritischen Periode“ für Spracherwerb.

### Gesellschaftliche Mehrsprachigkeit
Gesellschaftliche Mehrsprachigkeit liegt vor, wenn in einer Gesellschaft mehr als eine Sprache verwendet wird. In Europa tritt dies beispielsweise in Grenzgebieten auf; ferner haben viele europäische Staaten sprachliche Minderheiten, so etwa die Basken in Spanien und Frankreich oder die keltischen Sprachen in Großbritannien, Frankreich und Irland, Es gibt
- die offizielle Mehrsprachigkeit in Ländern mit mehreren Amtssprachen
- Kulturelle Mehrsprachigkeit in Gesellschaften mit Einwohnern, die verschiedene Sprachen nebeneinander verwenden (z. B. Einwanderer oder Minderheiten)
- funktionale Mehrsprachigkeit in Gesellschaften, in denen Sprachen in verschiedenen Bedeutungszusammenhängen und Lebenswirklichkeiten verwendet werden, z. B. eine Sprache für den Beruf oder als Bildungssprache auf einer höheren Schule oder Universität, eine andere Sprache im sozialen Umfeld oder eine Sprache für den das Lesen vom Presseerzeugnissen, oder Hören für den Rundfunk und Hörfunk.

#### Arten
Mehrsprachige Gesellschaften können in verschiedene Gruppen eingeteilt werden:
- Mehrsprachige Staaten mit Territorialprinzip sind Staaten, in denen zwar mehrere Sprachen Amtssprachen sind, aber jeweiligen Sprachen auf Teile des Staatsgebiets beschränkt sind oder nur geringfügige Überschneidungen aufweisen. Beispiel sind die Schweiz, Belgien oder Kanada. In solchen Staaten sind die Einwohner nicht notwendig alle mehrsprachig.
- Staaten mit individueller Mehrsprachigkeit sind Staaten, in denen ein großer Teil der Bevölkerung mehrsprachig ist. Die Menschen beherrschen mehrere Sprachen und setzen sie je nach Situation ein. So sind fast alle afrikanischen Staaten in diesem Sinne mehrsprachig. So sprechen viele Menschen in afrikanischen Staaten eine oder mehrere einheimische Sprachen sowie zusätzlich als Amtssprache noch Sprachen der ehemaligen Kolonialmächte wie Englisch oder Französisch.
- Einsprachige Staaten mit Minderheitsregionen sind Staaten, die nur eine Amtssprache haben, aber es gibt auf dem Staatsgebiet kleinere Gebiete, in denen anderssprachige Minderheiten leben. Beispiele sind etwa die Bretonen in Frankreich, die Katalanen in Spanien und die deutschsprachige Minderheit in Dänemark. Sprachliche Minderheiten, die schon längere Zeit in ihren Regionen leben, werden auch als autochthone Minderheiten bezeichnet.
- Staaten mit allochthonen Minderheiten sind Staaten, in denen sprachliche Minderheiten nicht schon länger leben, sondern durch Einwanderung Teil der Bevölkerung geworden und in der Regel über das Staatsgebiet verteilt sind. Beispiele sind italienische und türkische Immigranten in Deutschland, die sogenannten „Gastarbeiter“, und ihre Nachfahren, Facharbeiter und Firmenangehörige, die im Auslandsdienst arbeiten, sowie Diplomaten und Akademiker, die in fremden Ländern leben und arbeiten.[8]

Seit den 2000er Jahren ist ein größeres Interesse daran entstanden, wie sich Sprache in mehrsprachigen Gesellschaften im öffentlichen Raum sich ausbildet. Besonderes Augenmerk ist dabei zum Beispiel auf (mehrsprachigen) Schildern, wozu auch Aufschriften auf Geschäftsportalen, Werbeplakate oder Hinweisschilder zählen. Solche Sprache im öffentlichen Raum wird in der Forschung als Sprachlandschaft (Linguistic Landscape) bezeichnet.

#### Institutionelle Mehrsprachigkeit
Die institutionelle Mehrsprachigkeit bedeutet, dass in öffentlichen Institutionen und Organisationen wie Verwaltung, Rechtspflege, Gesundheitssystem und Schulwesen mehrere Sprachen verwendet werden. Beispiele für mehrsprachige Institutionen sind mehrsprachige Schulen wie die Europäischen Schulen oder die Staatliche Europa-Schule Berlin oder die Institutionen der Europäischen Union. In der Schweiz werden die nationalen und kantonalen öffentlichen Dienste in verschiedenen Sprachen angeboten und Lebensmittel in Großverteilern dreisprachig angeschrieben. In Belgien arbeitet die Bundesebene dreisprachig. Die Region Brüssel-Hauptstadt ist zweisprachig. Die Gemeinden Ostbelgiens sind zweisprachig, ebenso wie eine Reihe von Fazilitäten-Gemeinden.
In mehrheitlich einsprachigen Gesellschaften kann institutionelle Mehrsprachigkeit bedeuten, dass für Sprecher von Minderheitssprachen Dolmetsch- und Übersetzungsdienste angeboten werden (community interpreting, public service interpreting). Im Rechtswesen, zum Beispiel in Südafrika, in dem neben Englisch und Afrikaans noch elf weitere Sprachen vor Gericht anerkannt sind, gehört Gerichtsdolmetschen zum Alltag. Auch wenn in vielen europäischen Staaten noch der einsprachige Schulunterricht vorherrscht, selbst wenn die Schülerschaft mehrsprachig ist, finden sich doch zunehmend auch mehrsprachige Unterrichtsformen. Zu den bekanntesten Formen zählt Fachunterricht in einer Fremdsprache (Immersionsunterricht), der auf einen kanadischen Schulversuch aus den 1970er Jahren zurückgeht. Schüler der englischsprachigen Mehrheitsbevölkerung wurden in diesem Schulversuch in den ersten drei Schuljahren in allen Fächern ausschließlich in Französisch, einer Minderheitensprache in Kanada, unterrichtet.

### Diglossie
Bei Diglossie wird der Gebrauch zweier oder mehrerer Sprachvarianten auf unterschiedliche Domänen verteilt, wobei die wichtigsten Domänen Familie, Freunde, Arbeitsplatz und öffentliche Sphäre (Institutionen wie Behörden oder Schule) sind. So spricht man beispielsweise am Arbeitsplatz anders als in der Familie oder unter Freunden. Diglossie ist also eine funktionelle Verteilung von zwei Varietäten einer Sprache auf unterschiedliche Situationen, zum Beispiel Standarddeutsch und ein Schweizer Dialekt.
In der ursprünglichen Definition der Diglossie nach Charles Ferguson unterscheidet die Sprachwissenschaft zwischen einer Hochsprache (High Variety, H-Varietät) und einer Low Variety (L-Varietät) wie eine Standardsprache und ein Dialekt. Joshua Fishman hat die ursprüngliche Definition so erweitert, dass man auch von Diglossie spricht, wenn es sich nicht um zwei Varietäten einer Sprache, sondern um zwei verschiedene Sprachen handelt. Ein Beispiel dafür sind Immigranten, die in der Familie oft ihre Muttersprache verwenden, aber im Alltag beim Einkauf, in Behörden, in der Schule oder am Arbeitsplatz die Mehrheitssprache der Gesellschaft.
In vielen Sprachgemeinschaften gibt es nicht nur zwei Varietäten, zwischen denen Sprecher je nach Umstand wechseln, sondern sogar drei und mehr, etwa in Afrika. So werden in Kenia neben den offiziellen Sprachen Englisch und Suaheli noch einige Bantusprachen gesprochen. In der Ukraine gibt es wiederum deutschsprachige Minderheiten, die neben ihrer Muttersprache, einem deutschen Dialekt, noch Hochdeutsch, Ukrainisch, Russisch und Ungarisch sprechen.

## Ursachen für gesellschaftliche Mehrsprachigkeit
Es gibt mehrere Ursachen für Mehrsprachigkeit. Diese sind meist politischer und historischer Natur.

### Militärische Eroberungen und Annexionen
Eroberungen und Annexionen führen oft dazu, dass sich die Sprache der Eroberer im eroberten Territorium ausbreitet. So breiteten sich Latein, Griechisch und Arabisch durch Eroberungen in vielen Teilen der Welt aus.

### Kolonisation
Eine erste bedeutende Ursache ist die Ausbreitung eines Landes zur Zeit der Kolonisation. „Bei einer territorialen Eroberung durch Expansion eines Staates bringt das Eroberland seine Sprache mit in das eroberte Land und führt diese dort durch Zwang ein.“. Dies war zum Beispiel bei den französischen Kolonialeroberungen in Afrika der Fall. Auch wenn nun die ehemals eroberten Länder keine Kolonien mehr sind, so hat sich die französische Sprache jedoch etabliert und wurde die offizielle Sprache dieser Länder. „Hinzuzufügen ist, dass die willkürlichen Grenzziehungen bei der Aufteilung Afrikas durch die Kolonialmächte dazu beigetragen hat, dass einzelne Staaten mehrere Sprachgruppen beherbergen, da die Staatsgrenzen größtenteils mitten durch Stammesgebiete verlaufen. Wenn somit vor der kolonialen Invasion jeder Stamm sein Gebiet und seine Sprache hatte, so verteilen sich die unterschiedlichen Sprachgruppen auf verschiedene Staatsgebiete. Dadurch entsteht Mehrsprachigkeit nicht nur durch Kontakt des Französischen mit den autochthonen Sprachen, sondern auch durch den Kontakt der autochthonen Sprachen untereinander.“

### Migration und Immigration
Ein anderer Grund, eine fremde Sprache zu erlernen, ist die Migration. Für eine sprachliche Minderheit ist es oftmals unausweichlich notwendig, die Sprache des Gastlandes zu erlernen, aber je größer die sprachliche Minderheit, desto geringer der Zwang zum Spracherwerb. Gesellschaftliche Mehrsprachigkeit entstand im Laufe der Geschichte bis heute durch Arbeits- und Fluchtmigration sowie durch berufliche Mobilität und Tourismus. In Grenzregionen, in urbanen Regionen und in Regionen mit sprachlichen Minderheiten ist Mehrsprachigkeit Alltag.

### Sprachpolitik
Eine dritte Ursache zur Entstehung von Mehrsprachigkeit ist Sprachpolitik. Diese kann die gezielte Förderung oder Unterdrückung von Sprachen und damit deren Sprecher zum Ziel haben. Während des Franquismus wurden beispielsweise in Spanien die Minderheitensprachen der Basken und Katalanen gezielt unterdrückt – die daraus entstehenden Konflikte mit der spanischen und (im Falle des Baskenlandes) der französischen Regierung dauern bis heute an. Andererseits führte beispielsweise die aktive Förderung des modernen Hebräisch in Israel zur Etablierung einer neuen Nationalsprache.
Die Europäische Union fördert Mehrsprachigkeit, unter anderem durch den gemeinsamen europäischen Referenzrahmen für Sprachen und im Rahmen des EU-Programms Erasmus+: „Mehrsprachigkeit ist einer der Eckpfeiler des europäischen Aufbauwerks und ein starkes Symbol für das Streben der Europäischen Union nach Einheit in der Vielfalt. Sprachkenntnisse zählen zu den Kompetenzen, die Beschäftigungsfähigkeit verbessern und die Nutzung bestehender Chancen ermöglichen. Die EU hat beschlossen, dass jeder Bürger Gelegenheit haben sollte, bereits von klein auf mindestens zwei Fremdsprachen zu lernen. Die Förderung des Spracherwerbs und der sprachlichen Vielfalt ist eines der Ziele des Programms.“

### Globalisierung
Die Globalisierung von Politik und Wirtschaft spielt ebenfalls eine wichtige Rolle für die Entwicklung von Mehrsprachigkeit. Die Fähigkeit, mindestens eine Fremdsprache zu beherrschen, wird immer mehr als eine Grundvoraussetzung für moderne Berufsausbildung angesehen. Deshalb werden in vielen Ländern an höheren Schulen Fremdsprachen, zum Beispiel Englisch, unterrichtet und führten dazu, dass viele Einwohner dieser Länder auf diese Weise ein gewisses Maß an Mehrsprachigkeit erreichen. Ferner ist die Fähigkeit in mehreren Sprachen für viele Arbeitsplätze zunehmend eine Voraussetzung.
Durch die Globalisierung entstehen außerdem Migrationsbewegungen, die Mehrsprachigkeit befördern. Für Migranten, die in fremden Sprachgebieten wohnen, ist Mehrsprachigkeit meist lebenswichtig.
Schließlich ist Globalisierung durch weltweite Ströme von Waren, Dienstleistungen und Kapital gekennzeichnet, die ebenfalls zu mehr Mehrsprachigkeit in vielen Bereichen führen: Zum einen hat die Globalisierung zwar eine gewisse Dominanz des Englischen als wichtige Weltsprache verursacht. Andererseits befördert die Globalisierung auch das Interesse an lokalen Sprachen. Durch Wirtschaftlichen Druck, Waren und Dienstleistungen in vielen Märkten weltweit zu verkaufen, wird es zunehmend wichtig, diese Produkte passend für diese Märkte anzubieten. Bei Software bedeutet das, die Software sprachlich und rechtlich an die Gegebenheiten eines Landes anzupassen (Lokalisierung). Lokalisierung kann auch ein Vorteil bei der Vermarktung eines Produkts sein.

## Formen mehrsprachigen Sprechens

### Code-Switching
Als Code-Switching bezeichnet man den „Wechsel zwischen verschiedenen Sprachvarietäten bei bilingualen bzw. multilingualen Sprechern je nach Erfordernissen der Kommunikationssituation“. Das wurde früher als Defizit und Unfähigkeit gesehen, die beteiligten Sprachen auseinanderzuhalten. Die sprachwissenschaftliche Forschung von heute sieht das anders. So wird Code-Switching als Fähigkeit der multilingualen Sprecher betrachtet, die Kommunikation zu verbessern. Die Sprecher setzen beide Sprachen gezielt ein, um sich möglichst genau auszudrücken.

### Interferenz
Unter Interferenz versteht man in der Sprachwissenschaft die Übertragung von Strukturen von einer Sprache in die andere. Dies kann sich auf verschiedene sprachliche Ebenen beziehen, einschließlich der Aussprache, des Wortschatzes und der Grammatik. Tritt Interferenz in der Aussprache auf, spricht man umgangssprachlich auch von einem ausländischen Akzent. Auf der grammatischen Ebene kann dies zum Beispiel die Übernahme des Satzbaus von einer Sprache in die andere sein oder die Wahl einer Präposition, die in der einen Sprache zwar regelgerecht, in der anderen aber ungrammatisch ist:
Ich hab’ das auf dem Fernsehen gesehen (Englisch: I’ve seen it on TV)

## Multilingualer Spracherwerb

### Arten des Zweitspracherwerbs
Der Zweitspracherwerb kann in verschiedener Weise erfolgen. Einerseits kann jemand gleichzeitig mehrere Sprachen erwerben (simultaner Zweitspracherwerb). Dies ist zum Beispiel möglich, wenn die Eltern des Kindes unterschiedliche Sprachen sprechen. Zweitspracherwerb kann andererseits auch aufeinanderfolgend (sukzessiv) erfolgen, wenn ein Kind erst nach dem vollständigen Erwerb seiner Muttersprache eine andere Sprache, zum Beispiel in der Schule, dazulernt. Der Spracherwerb kann im Rahmen der Alltagskommunikation erfolgen oder mittels Unterricht. Das wird in der Fachliteratur oft als ungesteuerter und gesteuerter Spracherwerb bezeichnet. Oft wird in diesem Zusammenhang auch zwischen Spracherwerb (acquisition) und Sprachenlernen (learning) unterschieden:
- Die ungesteuerte Mehrsprachigkeit ist ein unbewusster Vorgang der in natürlicher Umgebung stattfindet. Die neu erlernte Sprache erfolgt durch alltägliche soziale Kontakte wie etwa beim Spielen mit Spielkameraden.
- Bei der gesteuerten Mehrsprachigkeit wird die neue Sprache bewusst und ausdrücklich erlernt und findet mit Lehrern innerhalb von Bildungseinrichtungen statt, wie zum Beispiel in der Schule.

In Deutschland werden beide Arten, gesteuerter und ungesteuerter Spracherwerb, durch die verschiedenen Umstände der Aneignung den Begriffen Deutsch als Fremdsprache (DAF) und Deutsch als Zweitsprache (DAZ) zugeordnet.
- Deutsch als Fremdsprache wird in der Schule von einer Lehrkraft didaktisch übermittelt und gelernt, hier erfolgt also ein gesteuerter Spracherwerb.
- Deutsch als Zweitsprache erfolgt hingegen auf natürliche Weise und in einer natürlichen Umgebung.

Allerdings lassen sich der gesteuerte und der ungesteuerte Spracherwerb nicht immer klar trennen. Beide Möglichkeiten sind oft gekoppelt. Dies hängt immer mit dem jeweiligen Land zusammen. Wenn zum Beispiel ein DAF-Unterricht in einem deutschsprachigen Land stattfindet, lässt sich der gesteuerte und ungesteuerte Spracherwerb nicht mehr klar unterschieden, denn die Lernenden haben gleichzeitig Kontakt mit deutschen Muttersprachlern in einer natürlichen Umgebung. Sie erwerben die Sprache also auch ungesteuert über das Hören und Sprechen mit Muttersprachlern. Dies gilt auch für Migrantenkinder. Sie lernen zum Beispiel die Sprache des Gastlandes in der Schule (gesteuert), aber auch im Umgang mit Gleichaltrigen (ungesteuert).

### Bedingungen des natürlichen Mehrspracherwerbs
Natürlichen Mehrspracherwerb kann unter verschiedenen Bedingungen stattfinden:
- gemischtsprachige Familien (Vater spricht L1, Mutter spricht L2, die Umwelt spricht L1 oder L2)
- gemischtsprachige Familien (Vater spricht L1, Mutter spricht L2) in einer anderssprachigen Umwelt (L3)
- eine Familiensprache (L1), eine Umweltsprache (L2) (Kindergarten, Schule, Außenwelt)

Wenn in gemischtsprachigen Familien ein Elternteil eine Sprache, der andere Elternteil eine andere Sprache spricht, nennt man das in der Literatur „eine Person – eine Sprache“. Hierbei soll jeder Elternteil mit den Kindern seine Muttersprache sprechen, weil der Sprachgebrauch somit an bestimmte Personen gebunden ist. Kinder können daher zwischen „Papasprache“ und „Muttersprache“ unterscheiden, wenn sie ihr mehrsprachiges Lexikon aufbauen. Die Kinder werden sich bei dem „eine Person – eine Sprache“-Prinzip schon sehr früh bewusst, dass sie mehrere Sprachen sprechen. Spracherwerb in gemischtsprachigen Familien ist meist gleichzeitiger Erwerb der zwei Sprachen.
Beim Spracherwerb von Kindern aus Migrantenfamilien findet häufig der Zweitspracherwerb erst statt, wenn der Erwerb der Muttersprache abgeschlossen ist. Die Kinder lernen erst die Herkunftssprache der Familie innerhalb des Familienkreises, bevor sie dann in Kindergarten und Schule die Umgebungssprache des Landes, in dem die Familie wohnt, lernen. In diesem Fall setzt der Erwerb erst ab dem Alter von ca. drei bis vier Jahren ein und ist damit eher in aufeinanderfolgender Zweitspracherwerb.

## Chancen und Probleme der Mehrsprachigkeit
In der Literatur werden Chancen und Probleme der Mehrsprachigkeit diskutiert. Während früher Mehrsprachigkeit hauptsächlich als problematisch für Individuum und Gesellschaft gesehen wurde, gilt dies heute als überholt oder wird differenzierter bewertet. Außerdem wird hervorgehoben, dass Mehrsprachigkeit heute in vielen Fällen eine Notwendigkeit ist und für Individuen und Gesellschaft viele Vorteile bringe.

### Probleme der Mehrsprachigkeit

#### Sprachliche und psychologische Probleme
Ältere Ansichten zur Mehrsprachigkeit, die bis ins 19. Jahrhundert zurückgehen, sahen in einem bilingualen Spracherwerb eine Gefahr für die sprachliche und psychologische Entwicklung des Kindes. So argumentierten Kritiker der bilingualen Erziehung bis ins 20. Jahrhundert, dass Mehrsprachigkeit intellektuelle Zurückgebliebenheit, Sprachstörungen wie Stottern und soziale Marginalisierung auslöse.
Diese Ansichten gelten heute als überholt. Studien zu Stottern haben gezeigt, dass es keinen direkten Zusammenhang zwischen Bilingualismus und Stottern gibt. Studien zur Persönlichkeitsentwicklung von Zweisprachigen haben ergeben, dass der Erwerb von zwei Sprachen keine Tendenz zu psychologischen Problemen verursacht, aber zweisprachige Individuen müssen angesichts der Konfrontation mit zwei Kulturen unter Umständen mehr Aufwand investieren, um ihre persönliche Identität zu entwickeln.
Obwohl diese Ansichten aus wissenschaftlicher Sicht als überholt gelten, halten sich Vorbehalte gegen eine zweisprachige Erziehung noch bis ins 20. Jahrhundert. So gibt es Studien aus den 1970er und 1980er Jahren, die zeigen, dass Ärzte, Schulpsychologen und Lehrer immer noch Eltern von einer zweisprachigen Erziehung abraten und auf angebliche psychologische und sprachliche Nachteile für das Kind verweisen.

#### Schwächung der nationalen Einheit
Die Romantik des 18. und 19. Jahrhunderts sah einen engen Zusammenhang zwischen Sprache, Identität und nationalem Zusammenhalt. Diese Ansicht hatte langfristige Konsequenzen für die Bewertung der Mehrsprachigkeit. So sprachen sich etwa prominente Erzieher wie Turnvater Jahn strikt gegen eine zweisprachige Erziehung aus, weil aus ihrer Sicht dies die Entwicklung des Kindes verzögern würde. Außerdem, so die Ansicht Jahns, wenn das Kind mit zwei Sprachen und damit zwei speziellen Sichten der Welt konfrontiert sei, sei es zwischen zwei Weltanschauungen hin- und hergerissen.
Auch im 20. Jahrhundert verfolgten viele europäische Nationalstaaten eine Politik, Minderheitensprachen zu unterdrücken. Mehrsprachigkeit wird in diesem Zusammenhang als ein Zwischenstadium betrachtet zwischen Monolingualismus der Herkunftssprache und Monolingualismus in der Sprache des Landes sowie ein Mangel an Akkulturation und Integration in die Mehrheitsgesellschaft. Neuere Forschungsergebnisse zeigen, dass die Sprachkompetenzen Mehrsprachiger nicht zwangsläufig einen Einfluss auf das eigene Identitätsverständnis haben müssen und die nationale Zugehörigkeit stärker durch andere Faktoren bedingt ist.

#### Mehrsprachigkeit als Sprachbarriere
Roth und Eichinger nennen Mehrsprachigkeit eine Sprachbarriere für die Menschen. Da, so ihre Ansicht, ein Mehrsprachiger keine seiner Sprachen mit fester Sicherheit sprechen könne (da alle Sprachen sich gegenseitig beeinflussten), könne dies dazu führen, dass sich niemand in einer mehrsprachigen Gesellschaft richtig miteinander verständigen könne. In Bezug auf Migrantenfamilien verhindere dies ebenfalls ihre Integration in die und ihre Partizipation an der Gesellschaft.

#### Aufwand
Eine der Schwierigkeiten bei der Mehrsprachigkeit ist der Weg, der dahin führt. Eine zweite oder dritte Sprache zu erlernen, kostet den Lerner einen großen persönlichen Aufwand. Wenn die gelernte Sprache länger nicht eingesetzt wird, gehen Sprachfähigkeiten auch wieder verloren. Abhängig vom Kontext, in dem man lernt, muss man von unterschiedlich hohen Kosten ausgehen, so wie unter anderem durch Sprachkurse und durch Bücher zur Unterstützung des Lernprozesses.

#### Debatte um Halbsprachigkeit
Eine Debatte in der Sprachwissenschaft dreht sich um den Begriff der sogenannten Halbsprachigkeit (semilingualism). Dahinter steckt die These, dass Individuen, die zwei- oder mehrsprachig aufwachsen, Gefahr laufen, keine der Sprachen vollständig und korrekt zu lernen. Dies führe letztlich zur Unsicherheit des Ausdruckes und Armut des lebendigen Wortschatzes. Ausgangspunkt der Debatte war Forschung in den 1970er Jahren zu Kindern finnischer Immigranten in Schweden. Tests zeigten, dass diese schlechte Sprachkenntnisse in ihrer Familiensprache Finnisch vorwiesen, als sie eingeschult wurden, und auch in Schwedisch schlechter abschnitten als ihre einsprachigen schwedischen Schulkameraden. Linguisten, die sich mit dem Konzept Semilingualismus befassen, vertreten unter anderem die These, dass die schlechten Ergebnisse auf die Tatsache zurückzuführen seien, dass die Schüler ihre Erstsprache noch nicht vollständig erworben haben, als sie im schulischen Umfeld gezwungen waren, schon eine Zweitsprache zu erwerben. Diese Linguisten warben für einen sukzessiven Spracherwerb, d. h. einen Erwerb der Zweitsprache erst nach dem vollständigen Erwerb der Erstsprache.
Weitere Studien lieferten zu der Frage, ob Erwerb von zwei Sprachen zu Halbsprachigkeit führt, differenziertere Ergebnisse. So haben Forscher in weiteren Studien gezeigt, dass das Abschneiden von zweisprachigen Kindern in Sprach- und Intelligenztests von vielen Faktoren abhängt, darunter die Einstellung der Lehrer gegenüber Minderheiten, die Einstellung der Eltern, sprachlicher, sozioökonomischer und kultureller Hintergrund sowie das Design der Tests, um sprachliche und kognitive Fähigkeiten zu messen.
Studien haben auch gezeigt, dass es nicht für alle Kinder zwingend ist, dass sie in ihrer Muttersprache unterrichtet werden müssen und erst eine zweite Sprache lernen können, wenn sie die erste stabil beherrschen. Suzanne Romaine sagt zusammenfassend nach einem Überblick über linguistische Studien ab den 1970er Jahren, dass für eine hohe oder höhere Kompetenz in zwei Sprachen es vor allem wichtig sei, die Sprache durch Unterricht zu fördern, die weniger Chancen hat, sich durch andere Umstände gut zu entwickeln. Romaine sagt außerdem, dass es ein Mythos sei, das Zweisprachigkeit an sich die Ursache für ein schlechtes Abschneiden in der Schule sei. Vielmehr spielen sozioökonomische Faktoren hier die entscheidende Rolle, und oft seien Kinder in einem Teufelskreis gefangen: Weil die Schule ihre Herkunftssprache nicht fördert, sind ihre Fähigkeiten darin schwach. Gleichzeitig können sie aufgrund dessen in der Schulsprache nur schwach abschneiden, was dann wiederum als Argument genutzt wird, sie als „semilingual“ zu bezeichnen und Zweisprachigkeit zu unterdrücken.

### Chancen der Mehrsprachigkeit

#### Kognitive Vorteile
Wie Studien belegen, haben mehrsprachige Individuen gegenüber einsprachigen Individuen kognitive Vorteile. Kinder, die mehrsprachig aufwachsen, haben unter anderem eine größere kommunikative Kompetenz, was sich unter anderem dadurch zeigt, dass sie sorgfältig auswählen, welche Sprache sie mit welchem Gesprächspartner verwenden. Außerdem verfügen mehrsprachige Kinder über eine größere Aufmerksamkeitskontrolle. Forscher führen dies darauf zurück, dass diese Kinder es gewohnt sind, ihre Aufmerksamkeit darauf zu verwenden, eine Sprache zu verwenden und gleichzeitig die zweite zu blockieren, und diese erhöhte Aufmerksamkeit auch für andere kognitive Aufgaben verwenden können.
Kinder sowie Jugendliche, die mit mehreren Sprachen aufwachsen, bauen auch schneller ein metasprachliches Bewusstsein auf. Mehrsprachige Kinder haben hier einen Vorteil, weil ihnen durch ihre zwei oder mehr Sprachen bewusster ist, dass zum Beispiel Wörter Symbole sind, die auf Dinge in der Außenwelt verweisen. Auch nützt zweisprachigen Kindern hier ihre erhöhte Aufmerksamkeitskontrolle: Sie können so besser Wortgrenzen feststellen und grammatische Regeln verstehen, da sie eher auf diese Aspekte aufmerksam werden als Einsprachige. Dies führt dazu, dass sie in einigen Sprachtests besser abschneiden als Einsprachige: So gelingt es ihnen schneller als einsprachigen Kindern, im Rahmen eines Sprachtests ungrammatische Formen in Sätzen zu identifizieren. Erkennung von Wortgrenzen läuft bei mehrsprachigen Kindern auch schneller, so dass sie einsprachigen Kindern beim Lesenlernen um einige Monate voraus sind, wie eine australische Studie gezeigt hat.

#### Erhöhte Kreativität
Tests haben gezeigt, dass mehrsprachige Individuen, die beide Sprachen flüssig beherrschen, auch kreativer im Vergleich zu einsprachigen Personen sind. So zeigen auf Biografien gestützte Studien, dass man zum Beispiel in Japan besonders viele Kreative findet, die sich im Ausland aufgehalten oder bei ausländischen Lehrern studiert haben. Ferner konnte in Tests gezeigt werden, dass zweisprachige Testpersonen einsprachige Personen bei sprachlicher Originalität übertreffen und auch besser bei Tests zu figurativer Originalität abschneiden, bei denen vorgegebene Bilder ergänzt, neu kombiniert oder neu erstellt werden müssen.

#### Interkulturelles Verständnis und berufliche Vorteile
Die Mehrsprachigkeit bringt des Weiteren sprachpragmatische Aspekte mit sich. Zwei- und Mehrsprachigkeit erweitert den Horizont des Einzelnen. Dies bezieht sich zum einen auf die interkulturelle Verständigung, aber zum anderen ebenfalls auf die individuellen Bildungsmöglichkeiten. Mehrere Sprachen sprechen und verstehen zu können, bringt im schulischen und im beruflichen Feld viele Vorteile mit sich.

#### Bedeutung für die Gesellschaft
Mehrsprachige Gesellschaften haben Vorteile beim Aufbau internationaler Beziehungen. Für Wirtschaftsunternehmen sind Angestellte mit Sprachkenntnissen in der heutigen globalen Welt ebenfalls von Vorteil. Außerdem können mehrsprachige Angestellte aufgrund ihrer interkulturellen Kenntnisse auch zwischen Kulturen vermitteln. Eine Gesellschaft profitiert außerdem auch vom kreativen Potential mehrsprachiger Sprecher.

## Mehrschriftlichkeit
Unter Mehrschriftlichkeit oder Mehrschriftigkeit wird die Beherrschung der Schriftsysteme und Rechtschreiberegeln von mehreren Sprachen verstanden. Darüber hinaus wird darunter auch die Fähigkeit gefasst, sich schriftlich in schwierigen Satzstrukturen und mit umfangreichem Wortschatz auszudrücken sowie Texte angepasst an Adressaten und Sachthema zu verfassen.
Eine Sprache kann zwar durch das Eintauchen in eine anderssprachige Gesellschaft erlernt werden, der Schriftspracherwerb ist dabei jedoch normalerweise an den Schulunterricht oder die Vermittlung durch andere Bildungseinrichtungen, gekoppelt. Migrantenkinder, die zum Beispiel in Deutschland in die Schule gehen, lernen in der Regel nur die deutsche Sprache als Schriftsprache, nicht ihre Muttersprache. Die Muttersprache bleibt oft lediglich „Haussprache“, d. h. sie wird nur in der Familie mündlich verwendet. Die Kinder wachsen also in einem Land mit einer anderen Sprache auf und werden auch in der Schule nur in dieser Sprache alphabetisiert.
Will jemand eine ausgeglichene Mehrsprachigkeit erreichen, dürfte die Mehrschriftlichkeit ein wichtiger Bestandteil sein. Deshalb muss Mehrschriftlichkeit bei mehrsprachig aufwachsenden Kindern besonders gefördert werden.

### Einführungen / Überblicke
- Brigitta Busch: Mehrsprachigkeit. 2. Auflage. Facultas, Wien 2017, ISBN 978-3-8252-4789-8.
- S. Chilla, M. Rothweiler, E. Babur: Kindliche Mehrsprachigkeit. Grundlagen-Störungen-Diagnostik. Reinhardt, München 2010, ISBN 978-3-497-02165-9.
- Csaba Földes, Thorsten Roelcke (Hrsg.): Handbuch Mehrsprachigkeit (= Handbücher Sprachwissen. Band 22). De Gruyter, Berlin 2022, ISBN 978-3-11-062016-0, doi:10.1515/9783110623444.
- Charlotte Hoffmann: An Introduction to Bilingualism. Routledge, London / New York 2014, ISBN 978-0-582-29143-0.
- Norbert Kühne: Wie viele Sprachen sprichst du? – Mehrsprachigkeit aus psychologischer und pädagogischer Sicht (2), Raabe Verlag, Stuttgart 2018.
- N. Müller, T. Kupisch, K. Schmitz, K. Cantone: Einführung in die Mehrsprachigkeitsforschung. Narr, Tübingen 2001, ISBN 3-8233-6674-2.
- Claudia Maria Riehl: Mehrsprachigkeit: Eine Einführung. Wissenschaftliche Buchgesellschaft, Darmstadt 2014, ISBN 978-3-534-25522-1.
- Suzanne Romaine: Bilingualism. 2. Auflage. Blackwell, Oxford 1995, ISBN 0-631-19539-4.

### Spezialliteratur
- Yilmaz Ali; Schweizer Nachrichten für internationale Medien Soliday (Hrsg.): Mehrsprachigkeit in der Schweiz – Gewinn oder Nachteil. Basel 2004.
- Colin Baker: Zweisprachigkeit zu Hause und in der Schule. Ein Handbuch für Erziehende. Verlag auf dem Ruffel, Engelschoff 2007, ISBN 978-3-933847-11-9.
- Jean-Louis Calvet: La guerre des langues et les politiques linguistiques. Payot, Paris 1987, ISBN 2-228-14200-X.
- Detlef Heints, Jürgen Eugen Müller, Ludger Reiberg: Mehrsprachigkeit macht Schule. Kölner Beiträge zur Sprachdidaktik. Gilles & Francke, Duisburg 2006, ISBN 3-925348-68-9.
- L. Eichinger: Sprachliche Kosten-Nutzen-Rechnung und die Stabilität mehrsprachiger Gemeinschaften. In: Uta Helfrich, Claudia Maria Riehl (Hrsg.): Mehrsprachigkeit in Europa – Hindernis oder Chance? Egert Verlag, Wilhelmsfeld 1994, ISBN 3-926972-41-6, S. 31–54.
- Sebastian Fink, Martin Lang, Manfred Schretter: Mehrsprachigkeit. Vom Alten Orient bis zum Esperanto (= dubsar. Band 2). Zaphon, Münster 2018, ISBN 978-3-96327-004-8.
- Csaba Földes: Interkulturelle Linguistik: Vorüberlegungen zu Konzepten, Problemen und Desiderata. Universitätsverlag, Veszprém / Edition Praesens, Wien 2003, ISBN 3-7069-0230-3 und ISBN 963-9495-20-4. (Studia Germanica Universitatis Vesprimiensis, Supplement; 1; PDF; 4,0 MB)
- Csaba Földes: Kontaktdeutsch. Zur Theorie eines Varietätentyps unter transkulturellen Bedingungen von Mehrsprachigkeit. Verlag Gunter Narr, Tübingen 2005, ISBN 3-8233-6160-0. (Inhaltsverzeichnis und Volltext; PDF; 2,8 MB)
- Volker Hinnenkamp: Vom Umgang mit Mehrsprachigkeit. In: Aus Politik und Zeitgeschichte. 8/2010, S. 27–32.
- E. Koudrjavtseva, T. Volkova: BILIUM-Bilingualism Upgrade Module (Part II): A comprehensive approach to teaching bilingual children language (non-native and another/second native) in the early childhood educational systems (ECES) of the European Union: A framework for an advanced training programme for pre-school teachers and similar structural units in mainstream schools (pupils from the age of 1.5 years to 5 years). RetorikaA, Riga 2014, ISBN 978-9984-865-67-6.
- Christina Korkman: Tvåspråkighet och skriftlig framställning : en undersökning av tvåspråkiga elevers uppsatser i den finlandssvenska grundskolan / Christina Korkman (= Skrifter utgivna av Svenska litteratursällskapet i Finland, Scandinavian studies book series). Svenska litteratursällskapet i Finland, Helsinki 1995, urn:nbn:fi-fd2019-00022756 (schwedisch).
- Catharina Lojander-Visapää: Med rätt att välja : språkval och språkstrategier i språkligt blandade hushåll i Helsingfors / Catharina Lojander- Visapää (= Skrifter utgivna av Svenska litteratursällskapet i Finland). Svenska litteratursällskapet i Finland, Helsinki 2001, urn:nbn:fi-fd2019-00022742 (schwedisch).
- Deutsch als Zweitsprache. Spracherwerb, gesteuert, gelenkt. Lehr- und Lernwerkstatt, 2008.
- M. Ribeaud: Zeitschrift visuell plus. Spracherwerb. http://www.gebaerden-sprache.ch/index.php?spracherwerb
- Claudia Maria Riehl: Sprachkontaktforschung. Eine Einführung. Narr, Tübingen 2002, ISBN 3-8233-6013-2.
- Claudia Maria Riehl: Aspekte der Mehrsprachigkeit: Formen, Vorteile, Bedeutung. In: Ludger Reiberg (Hrsg.): Mehrsprachigkeit macht Schule. Gilles & Francke, Duisburg 2006, ISBN 3-925348-68-9, S. 15–23.
- H. Roth: Mehrsprachigkeit als Ressource und als Bildungsziel. In: Ludger Reiberg (Hrsg.) Mehrsprachigkeit macht Schule. Gilles & Francke Verlag, Duisburg 2006, ISBN 3-925348-68-9, S. 11–14.
- Sprachenzentrum der Universität und der ETH Zürich, Sabina Schaffner (Hrsg.): Unsere Mehrsprachigkeit, Eine Sammlung von Mehrsprachigkeitsbiografien – Studierende und Mitarbeitende der Universität Zürich und der ETH Zürich erzählen. VDF Hochschulverlag, Zürich 2012, ISBN 978-3-7281-3447-9.
- Stefan Schneider: Bilingualer Erstspracherwerb. UTB Reinhardt, München 2015, ISBN 978-3-8252-4348-7.
- Sabine Schrader, Christiane Maas (Hrsg.): Viele Sprachen lernen … ein notwendiges Übel? Chancen und Probleme der Mehrsprachigkeit. Leipziger Universitätsverlag, Leipzig 2002, ISBN 3-935693-54-0.
- Rita Zellerhoff: Didaktik der Mehrsprachigkeit. Didaktische Konzepte zur Förderung der Mehrsprachigkeit bei Kindern und Jugendlichen, Schulformübergreifende Konzepte unter besonderer Berücksichtigung des Förderschwerpunktes Sprache. Lang, Frankfurt am Main 2009, ISBN 978-3-631-58569-6.